# Високи напон (квиз)
Високи напон је први српски лиценцирани квиз који се емитовао сваког петка у 21 сат од 29. септембра 2006. до 24. јуна 2011. године, када је на његово место од 3. новембра 2011. до 20. децембра 2012. наступио квиз „Велики изазов“, на Првом програму РТС-а.
Творци квиза су били историчар Предраг Ј. Марковић и Мирослав Дамњановић, а водитељ квиза је био Дејан Пантелић.

## Правила квиза
Квиз се састоји од 16 различито вреднованих питања чије су вредности међусобно кумулативне. У прве две сезоне било је по пет питања за 100, 50 и 10 хиљада динара, као и поље високог напона, тако да је минимални износ који такмичар може освојити био 600 000 динара, а максимални 1 600 000 динара. Од треће сезоне има 5 питања за 10 000, 4 питања за 50 000, 3 питања за 100 000, 2 питања за 150 000 и једно за питање за 200 000 динара, што уз једно поље високог напона даје могућност минималног добитка од 850 000 динара, а максималног од 2 100 000 динара. Касније су избачена питања од 150 000 динара, додато је још једно од 200 000 динара и још једно поље високог напона, што даје могућност минималног добитка 1 450 000 динара, а максималног 3 800 000 динара. Поред освојене суме у главној игри, од пете сезоне такмичар који би завршио успешно квиз (одговоривши на свих 16 питања тачно) такође осваја и џекпот коферче које садржи 500 000 динара.
Одговарање на питања се састоји из четири круга или етапе. У првом кругу такмичар отвара редом четири, три, два и једно поље да би одговорио на 4 питања која чини прву загарантовану суму. Након тога отвара три, па два, па једно поље, а мора да одговори на три питања за другу загарантовану суму. У трећем кругу мора да отвори два па једно поље и да одговори на два питања да би освојио трећу загарантоваму суму. Четврти круг се игра питање за питање, а новчана сума остаје загарантована после сваког тачног одговора.  Притом има на располагању три помоћи- две замене питања и тендер (где бира тројицу саиграча који ће понудити одређене своте које би задржали за себе зависно од тога колико вреди питање). Такмичар бира оног саиграча да одговори уместо њега чија му пунуда буде најповољнија. Од треће сезоне измењена су правила тендера, тако да такмичар више не бира три члана тендерске комисије, већ сви преостали такмичари дају понуду на тендеру. Од треће сезоне уведена је и четврта - словна помоћ, која такмичару омогућава да види колико слова има тачан одговор (на месту сваког слова стоји црта), а потом и да изабере до два слова, која му се онда појављују у потенцијалном одговору уместо тачака. За свако тражено слово, потенцијална награда за то питање му се преполовљава. Такмичар има две замене и кад изабере замену има девет области:Музика, Политика, Филм, Наука, Спорт, Географија, Историја, Књижевност и Култура. За сваку одабрану замену питање вреди 0 динара.
Поље високог напона пружа могућност такмичару да, ако се одлучи да одговори тачно на њега, свој до тада освојени новчани износ удвостручи. Ако такмичар не одговори на питање високог напона губи сав освојени износ. Питање високог напона је видео питање у виду инсерта из неког филма, спортског догађаја или неке друге манифестације. Задатак такмичара је да одговори на питање везано за инсерт. Он може и да одустане, да не би ризиковао већ освојену суму. Такође може водитељу да постави једно или два питања везана за бонус питање на која може да се одговори са да и не (нпр: „Да ли се питање односи на имена глумаца из инсерта?“). За свако постављено питање одузима му се 10% од загарантоване суме.

## Рекордери
Први рекордер квиза је био Омер Екић који је освојио 1.230.000 динара, потом је дуже време рекордер био новинар листа Политикин забавник Јова Радовановић који је освојио 1.340.000 динара, затим Зоран Јездовић који је освојио 1.420.000 динара, док је рекордер квиза Горан Лајхт који је освојио 1.836.662 динара са наградним коферчетом од 500.000 динара, притом да су сви рекордери одговори на сва питања. Такмичар који држи рекорд у новцу освојеном на тендеру је Ацо Брајковић који је на једно одговорено питање вредно 200.000 динара освојио 190.000 динара колико је и лицитирао. У историји преноса нико никада није успео да освоји максимални новчани износ.